# Marco Tulli
Marco Tulli (eigentlich Primo Marcontulli, * 20. November 1920 in Rom; † 20. März 1982 ebenda) war ein italienischer Schauspieler.

## Leben
Tulli studierte Wirtschaftswissenschaft und Betriebswirtschaft, bevor er nach dem Zweiten Weltkrieg erstmals in kleinen, meist unerwähnt bleibenden Filmrollen zu sehen war. Der große und sehr hagere Schauspieler war dann in den 1950er Jahren Teil der Theatergruppe T.58 und zuvor (1956/1957) der Truppe um Paola Barbara und Manlio Guardabassi. 1962 gehörte er dem Ensemble des Piccolo Teatro di Milano an. Daneben setzte er bis 1979 seine zahlreichen Fernseh- und Filmauftritte fort. In seinen Rollen, die oft komisch angelegt waren, stattete er mit seiner schlaksigen Gestalt und krächzenden, hohen Stimme die Charaktere mit Neugierde und ironisch gebrochenem Interesse aus. Die bekannteste unter ihnen ist die des „Smilzo“, des für die freie Liebe kämpfenden dienstbaren Genossen Peppones aus den Filmen um Don Camillo.

## Filmografie (Auswahl)
- 1952: Don Camillo und Peppone (Le Petit monde de Don Camillo)
- 1953: Don Camillos Rückkehr (Il ritorno di Don Camillo)
- 1953: Schach dem Teufel (Beat the devil)
- 1953: Ein Herz und eine Krone (Roman Holiday)
- 1954: Cose da pazzi
- 1955: Die große Schlacht des Don Camillo (Don Camillo e l'onorevole Peppone)
- 1958: Anna von Brooklyn (Anna di Brooklyn)
- 1959: Es begann in Neapel (It Started in Naples)
- 1960: Robin Hood und die Piraten (Robin Hood e i pirati)
- 1960: Ursus im Reich der Amazonen (La regina delle amazzoni)
- 1961: Aladins Abenteuer (Le meraviglie di Aladino)
- 1961: Hochwürden Don Camillo (Don Camillo monsignore… ma non troppo)
- 1962: Zorro, der schwarze Rächer (Cabalgando hacia la muerte)
- 1964: Frivole Spiele (Se permettete parliamo di donne)
- 1965: Genosse Don Camillo (Il compagno Don Camillo)
- 1970: Alles tanzt nach meiner Pfeife (L’Homme orchestre)
- 1973: Wer macht was mit wem, und warum nicht mit mir? (Maria Rosa la guardona)
- 1975: Das ganz große Ding (La baby sitter)
- 1975: Teenager lieben heiß (Blue Jeans)